# Ганнівка (Ганнівська сільська громада)
Га́ннівка — село в Україні, центр Ганнівської сільської громади Новоукраїнського району Кіровоградської області. Населення становить 423 осіб. Орган місцевого самоврядування — Ганнівська сільська рада.

## Історія
Село засноване поміщицею Ганною наприкінці XVIII століття.
У квітні 2019 року у селі було відкрито амбулаторію, збудовану в рамках програми «Доступна медицина». Амбулаторія обслуговує жителів Ганнівської сільської громади.

## Населення
Згідно з переписом УРСР 1989 року чисельність наявного населення села становила 374 особи, з яких 169 чоловіків та 205 жінок.
За переписом населення України 2001 року в селі мешкало 427 осіб.

### Мова
Розподіл населення за рідною мовою за даними перепису 2001 року:
| Мова       | Відсоток |
| ---------- | -------- |
| українська | 95,74 %  |
| російська  | 3,07 %   |
| молдовська | 1,18 %   |